# Simsia foetida
Simsia foetida là một loài thực vật có hoa trong họ Cúc. Loài này được (Cav.) S.F.Blake miêu tả khoa học đầu tiên năm 1913.